# Uchū Ichi no Musekinin Otoko
Uchū Ichi no Musekinin Otoko (japanisch 宇宙一の無責任男) ist eine japanische Light-Novel-Reihe von Hitoshi Yoshioka mit Illustrationen von Kazuhiko Tsuzuki und Tomohiro Hirata. Die Reihe lief von 1989 bis 1996 und wurde mehrfach fortgesetzt. Die Adaption als Anime, eine 26-teiligen Fernsehserie sowie eine zehnteiligen OVA-Reihe, wurde international als The Irresponsible Captain Tylor (無責任艦長タイラー Musekinin kanchō Tairā) bekannt. 2001 kam eine dreiteilige Manga-Adaption hinzu, 2017 eine neue Kurz-Animeserie unter dem Titel Musekinin Galaxy Tylor (無責任ギャラクシー☆タイラー, auch The Irresponsible Galaxy Tylor).

## Handlung
Thema der Serie sind die Abenteuer von Raumschiffkapitän Justy Ueki Tylor und der Besatzung seines Schlachtkreuzers Soyokaze, die auf Seiten der Menschen im Konflikt gegen das Raalgon-Imperium kämpfen, an deren Spitze die junge Herrscherin Azalyn steht, die den chaotischen Kapitän kennen und lieben lernt.
Gegen Ende der Fernsehserie kehrt Frieden zwischen den beiden Parteien ein, doch wird dieser durch eine dritte, im Hintergrund agierende Macht torpediert. Die Streitigkeiten zwischen Menschen und Raalgon flammen für eine kurze Zeit wieder auf, kommen aber zum Erliegen, als die dritte Macht die ersten militärischen Schläge durchführt. Mit der Zerstörung des nun veralteten Kreuzers Soyokaze, die sich im Krieg gegen die Raalgon mit ihrer Besatzung den Ruf einer Legende erarbeitet hat, wird schließlich eine Vertrauensbasis zwischen den Kriegsparteien geschaffen und eine gemeinsame Allianz gegen den neuen Feind besiegelt.

## Veröffentlichungen
Die originale Light-Novel-Serie lief von 1989 bis 1996 beim Verlag Fujimi Shobo. Sie umfasst neun Bände und besteht aus drei Trilogien. Nach Start der ersten Anime-Umsetzung 1993 wurden weitere Light-Novel-Reihen herausgebracht:
- Musekinin Kids, 5 Bände 1993–1995 von Hitoshi Yoshioka und Tomohiro Hirata
- Musekinin Quartet, 5 Bände 1995–1996 von Hitoshi Yoshioka und Tomohiro Hirata
- Musekinin Sangokushi, 10 Bände 1997–1998 von Hitoshi Yoshioka und Tomohiro Hirata
- Musekinin Mokushiroku, 5 Bände 1999–2000 von Hitoshi Yoshioka und Yoshizaki Kannon
- Musekinin Sanjūshi, 2 Bände 2000 von Hitoshi Yoshioka und Yoshizaki Kannon
- Shin Musekinin Kanchō Taira, 9 Bände 2000–2009 von Hitoshi Yoshioka und Yoshizaki Kannon, Fujimoto Hideaki, Kotaro Mori
- Musekinin Teitoku Taira, 4 Bände 2002–2003 von Hitoshi Yoshioka und Yoshizaki Kannon
- Musekinin Gyarakushī ☆ Taira, 1 Band 2017 von Hitoshi Yoshioka und Kita Natsuki

## Anime-Umsetzung

### Serie und OVA der 1990er Jahre
Die Animeserie entstand bei Tatsunoko Production unter der Regie von Kōichi Mashimo. Hauptautoren waren Hiroyuki Kawasaki und Kōichi Mashimo. Die Geschichte basiert auf der ersten Light Novel mit neun Bänden, deren Inhalte teilweise übernommen wurden. Das Charakterdesign stammt von Tomohiro Hirata und die künstlerische Leitung lag bei Masaru Satō. Für das Mechadesign waren Kōji Itō und Shōichi Masuo verantwortlich. Die Tonarbeiten leitete Riku Matsukawa und für die Kameraführung war Motoaki Ikegami zuständig. Die Musik stammt von Kenji Kawai, der Vorspann wurde mit dem Lied Just Think Of Tomorrow und der Abspann mit Downtown Dance unterlegt, beide gesungen von Mari Sasaki. In der 16. Folge wird das Lied Strange Lover von Hiroko Kasahara eingespielt, in der 25. Folge Passing Days von Yuri Amano.
Die Original Video Animation entstand bei Studio Deen. Hier führt zunächst erneut Mashimo Regie und wurde später von Naoyuki Yoshinaga abgelöst. Mashimo war Drehbuchautor aller Folgen der OVA. Als Charakterdesigner war zusätzlich Masaaki Kawanami beschäftigt und die künstlerische Leitung lag erneut bei Masaru Satō. Das Mechanical Design wurde ergänzt durch Satoshi Shigeta. Die OVA unterteilt sich in einen Zweiteiler, der bereits 1994 erschien, einen auf Nebenfiguren konzentrierten Sechsteiler und schließlich erneut einen Zweiteiler, der die Reihe 1995 abschloss.
In Japan wurde die Fernsehserie vom 25. Januar bis zum 19. Juli 1993 auf dem Fernsehsender TV Tokyo ausgestrahlt. Im Anschluss an die Ausstrahlung folgte die Veröffentlichung der zehnteiligen OVA auf DVD von Oktober 1994 an bis zum August 1996. Die Länge der Folgen der OVA variiert von 30 bis 40 Minuten. Außerhalb Japans wurde die Serie in Lateinamerika durch den Fernsehsender Magic Kids ausgestrahlt, in Nordamerika durch AZN Television.
In Deutschland wurde die Fernsehserie nicht veröffentlicht und erst mit der Ausstrahlung der ersten OVA-Episode auf dem Fernsehsender VOX bekannt, der die OVA im Jahr 2006 vollständig im Originalton mit Untertiteln ausstrahlte. Darüber hinaus erschien in Deutschland eine DVD-Box, welche 2002 von OVA Films herausgegeben wurde und welche die OVA auf drei DVDs beinhaltet.

### Animeserie von 2017
Eine neue Fernsehserie mit nur 5 Minuten langen Folgen entstand 2017 bei Studio Seven unter der Regie von Hiroshi Kimura. Hauptautor war Kaoru Asakusa, Kimura schrieb die Drehbücher. Die Charakterdesigns entwarf Natsuki Kita und die Tonarbeiten leitete Hidekatsu Shibata. Die Musik komponierte Kenji Kato und der Vorspann wurde unterlegt mit dem Lied Smile Invitation von Hikaru Koide und Kanon Takao. Die 12 Folgen wurden vom 11. Juli bis 26. September 2017 von den Sendern AT-X, TV Saitama, TV Kanagawa, Sun Television, Nico Nico Video und KBS Kyushu ausgestrahlt.

### Synchronisation
| Rolle               | japanischer Sprecher (Seiyū) |
| ------------------- | ---------------------------- |
| Justy Ueki Tylor    | Kōji Tsujitani               |
| Azalyn              | Hiroko Kasahara              |
| Dr. Kitaguchi       | Jōji Yanami                  |
| Harumi              | Maya Okamoto                 |
| Emi und Yumi Hanner | Mika Kanai                   |
| Vizeadmiral Mifune  | Mugihito                     |
| Makoto Yamamoto     | Sho Hayami                   |
| Ru Baraba Dom       | Toshihiko Seki               |
| Yuriko Star         | Yuri Amano                   |
| Kim Kyung Hwa       | Kotono Mitsuishi             |
| Kojiro Sakai        | Mitsuo Iwata                 |
| Vizeadmiral Fuji    | Tomomichi Nishimura          |

## Manga
Der dreiteilige Manga Love & War nach einer Story von Hitoshi Yoshioka mit der grafischen Umsetzung von Kotaro Mori wurde zwischen 2001 und 2002 durch Enterbrain herausgegeben. Die deutsche Übersetzung Love & War – Die wahre Geschichte des unverantwortlichen Captain Tylor wurde 2004 durch die Egmont vgs Verlagsgesellschaft unter dessen Marke Egmont Manga und Anime veröffentlicht.
Der Manga spielt Jahre nach der OVA. Justy Ueki Tylor ist inzwischen zum Vizeadmiral aufgestiegen und Kapitän des Kampfschiffs Omi. Diesmal geraten er, seine Verlobte Politoffizierin Lt.Cmdr. Yuriko Star und sein Stabsoffizier Cmdr. Makoto Yamamoto durch widrige Umstände in ein haarsträubendes Zeitreiseabenteuer, das sie in die Vergangenheit von Raalgon zur Herrschaftszeit von Goza XV. führt. (Zum Vergleich, Azalyn ist Goza XVI.)

## Rezeption
In der Anime Encyclopedia wird der Hauptcharakter eingeordnet als Cartoon-Version des Protagonisten des Films Japan’s Irresponsible Age von 1962. Dieser sei eine Satire auf den japanischen Angestellten, der nur durch Glück oder eher anderer Unglück vorankommt im Beruf. Der Film und die Figur feierten zu Beginn der 1990er Jahre erneute Popularität. Die ureigene Kunst der Serie sei es, so Patrick Drazen, selbst im Krieg Humor zu finden. Das zeige sich in der Ausstattung des Schiffs, der Einstellung derer Mannschaft und besonders des Captains, der lieber gleich aufgibt und alles aussitzt, am Ende aber doch alles durchsteht.